# モリハコヨコクビガメ
モリハコヨコクビガメ（森箱横首亀、Pelusios gabonensis）は、爬虫綱カメ目ヨコクビガメ科ハコヨコクビガメ属に分類されるカメ。

## 分布
模式標本の産地（模式産地）はガボンで、種小名gabonensisは「ガボン産の」の意。
アンゴラ北部、ウガンダ西部、ガボン、カメルーン南部、コンゴ共和国、コンゴ民主共和国、赤道ギニア、中央アフリカ共和国南部

## 形態
最大甲長32cm。メスよりもオスの方が大型になる可能性があり、メスは最大でも甲長27.2cm。背甲は扁平で、上から見ると第7-8縁甲板で最も幅広くなる細長い卵型。第1-4椎甲板にはあまり発達しない筋状の盛り上がり（キール）があり、第2-4椎甲板は平坦。後部縁甲板は鋸状に尖らず、滑らか。背甲の色彩は褐色や黄色褐色で、椎甲板に黒い縦縞が入る。間喉甲板は細長く、縦幅は横幅の約2倍。蝶番より前部の甲板（前葉）は長く、左右の腹甲板の継ぎ目の長さ（間腹甲板長）の2倍以上。左右の肛甲板の間には浅い切れ込みが入る。左右の股甲板の継ぎ目の長さ（間股甲板長）は、左右の肛甲板の継ぎ目の長さ（間肛甲板長）と同じ長さかやや長い。蝶番は発達し、腹甲を折り曲げて背甲との隙間を完全に閉じる事ができる。腹甲の色彩は黒や黒褐色一色で、甲板の継ぎ目（シーム）の周辺が淡黄色の個体もいる。
頭部はやや小型で、分厚い。吻端はやや突出する。上顎は先端が浅く凹み、その両脇が突出しわずかに牙状になる。頭部の色彩は明褐色や黄褐色眼で、上部から後頭部、頚部へアルファベットの「V」や「Y」字状の黒い斑紋が入る。下顎や頸部腹面の色彩は淡黄色。頸部背面や四肢、尾の色彩は暗灰色や暗褐色。
幼体は椎甲板にはキールがあり、後部縁甲板は弱く鋸状に尖る。成長に伴いキールは不明瞭になり、縁甲板の突起は消失する。

## 分類
クロハコヨコクビガメ（褐色型）やシロガオハコヨコクビガメと混同される事が多く、本種に関する情報は不明な点が多い。

## 生態
熱帯雨林にある河川や池沼に生息し、和名や英名（forest=森）の由来にもなっている。
食性は動物食の強い雑食とされる。
繁殖形態は卵生。

## 人間との関係
ペットとして飼育されることがあり、日本にも輸入されている。流通は極めて稀。本種の名前でクロハコヨコクビガメの褐色型が流通したこともある。